# Volvo Ocean Race 2001-2002

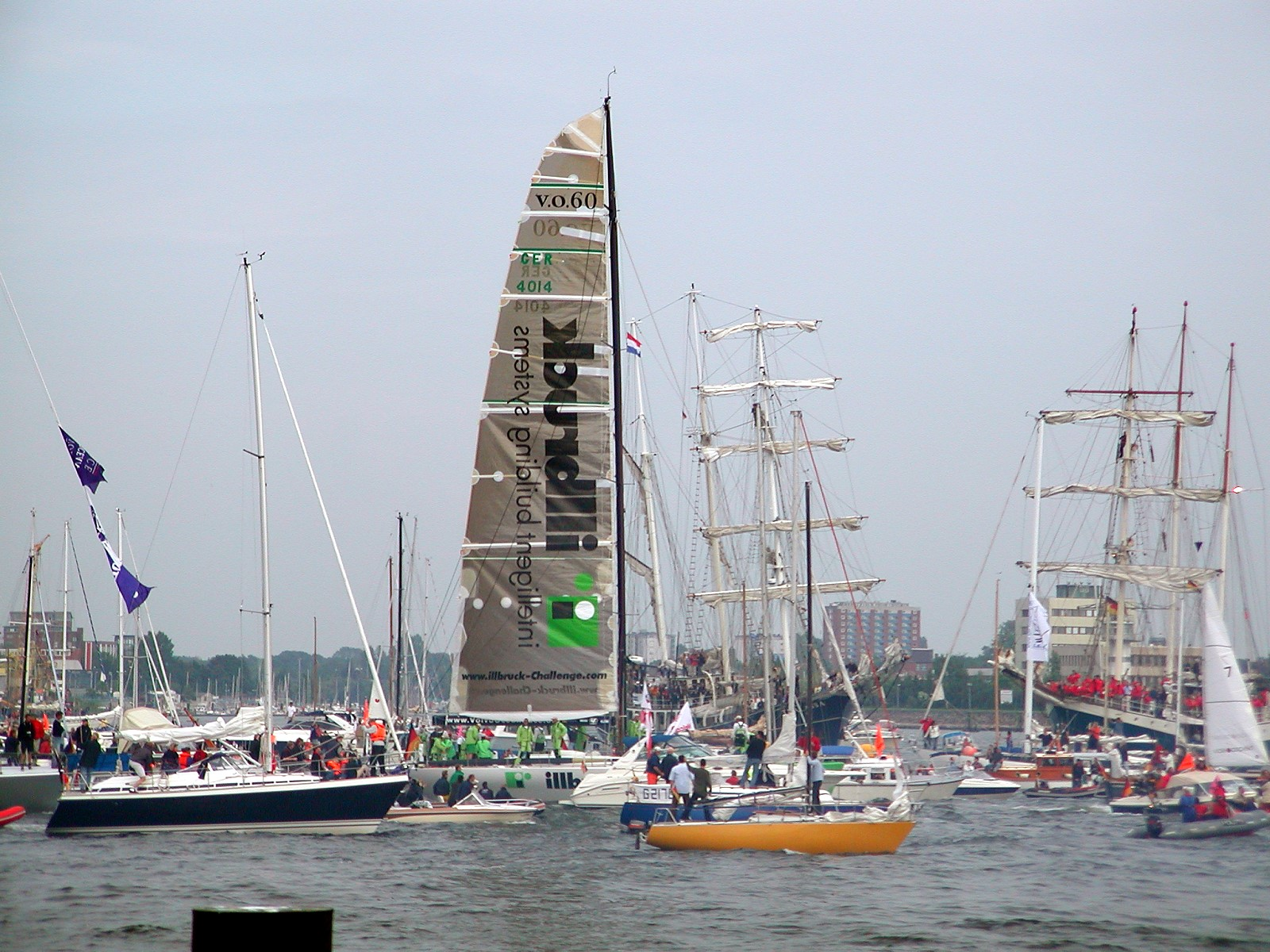
Winnaar "Illbruck Challenge" vaart de haven van Kiel binnen

De Volvo Ocean Race 2001-2002 was de achtste editie van de zeilwedstrijd om de wereld die eerder de "Whitbread Round the World Race" werd genoemd en de eerste editie onder de nieuwe sponsornaam. De race werd gewonnen door de Duitse boot "Illbruck Challenge" van de schipper John Kostecki.

## Route
De route volgde in grote lijnen die van de vorige editie, maar eindigde voor het eerst in de geschiedenis niet in Groot-Brittannië. De aankomst lag in het Duitse Kiel. Voor het eerst werd ook Zweden aangedaan, de thuishaven van de nieuwe sponsor Volvo. Net als bij de vorige editie waren er negen etappes.
De derde etappe ging van Sydney via Hobart naar Auckland. De boten namen samen met andere zeilboten deel aan de Sydney to Hobart Yacht Race, een prestigieuze zeilwedstrijd die traditioneel op tweede kerstdag van start gaat. De "Assa Abloy" was daarin de snelste van de Volvo-racers en eindigde op de tweede plaats in het algehele eindklassement .
| Etappe | Start          | Finish         | Afstand  | Datum start       | Winnaar            |
| ------ | -------------- | -------------- | -------- | ----------------- | ------------------ |
| 1      | Southampton    | Kaapstad       | 7.350 Nm | 23 september 2001 | Illbruck Challenge |
| 2      | Kaapstad       | Sydney         | 6.550 Nm | 11 november 2001  | Illbruck Challenge |
| 3      | Sydney         | Auckland       | 2.050 Nm | 26 december 2001  | Assa Abloy         |
| 4      | Auckland       | Rio de Janeiro | 6.700 Nm | 27 januari 2002   | Illbruck Challenge |
| 5      | Rio de Janeiro | Miami          | 4.450 Nm | 9 maart 2002      | Assa Abloy         |
| 6      | Miami          | Baltimore      | 875 Nm   | 14 april 2002     | News Corp          |
| 7      | Annapolis      | La Rochelle    | 3.400 Nm | 28 april 2002     | Illbruck Challenge |
| 8      | La Rochelle    | Göteborg       | 1.075 Nm | 25 mei 2002       | Assa Abloy         |
| 9      | Göteborg       | Kiel           | 250 Nm   | 8 juni 2002       | Djuice             |

## Teams

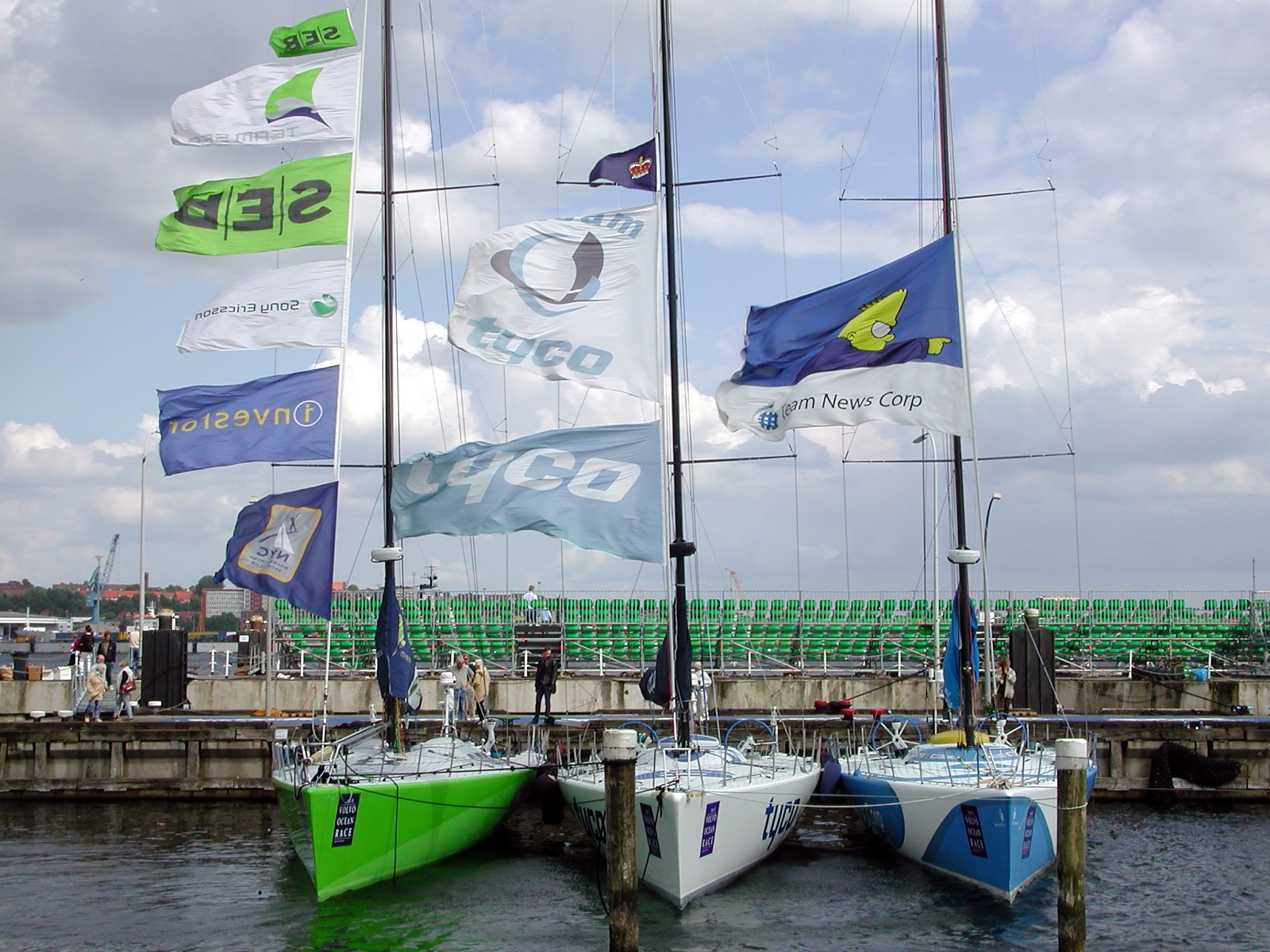
De boten van SEB, Tyco en News Corp

Aan de achtste editie deden acht teams mee. De "Amer Sports II" had een volledig vrouwelijke bemanning. Alle boten haalden de finish. De boten waren wederom van het "Whitbread 60"-type (W60), alhoewel die was omgedoopt tot de "Volvo Ocean 60" (VO60).

## Scoringssysteem
Het ingewikkeld puntensysteem uit de vorige editie werd vervangen door een eenvoudig puntensysteem waarbij in elke etappe evenveel punten konden worden gewonnen. De winnaar kreeg acht punten, de nummer twee zeven punten enzovoorts. Dit was mede gedaan om de spanning zo lang mogelijk in de wedstrijd te houden. De vorige race, die voor het eerst een puntensysteem kende, was al een aantal races voor het eind beslist.

## Eindklassement

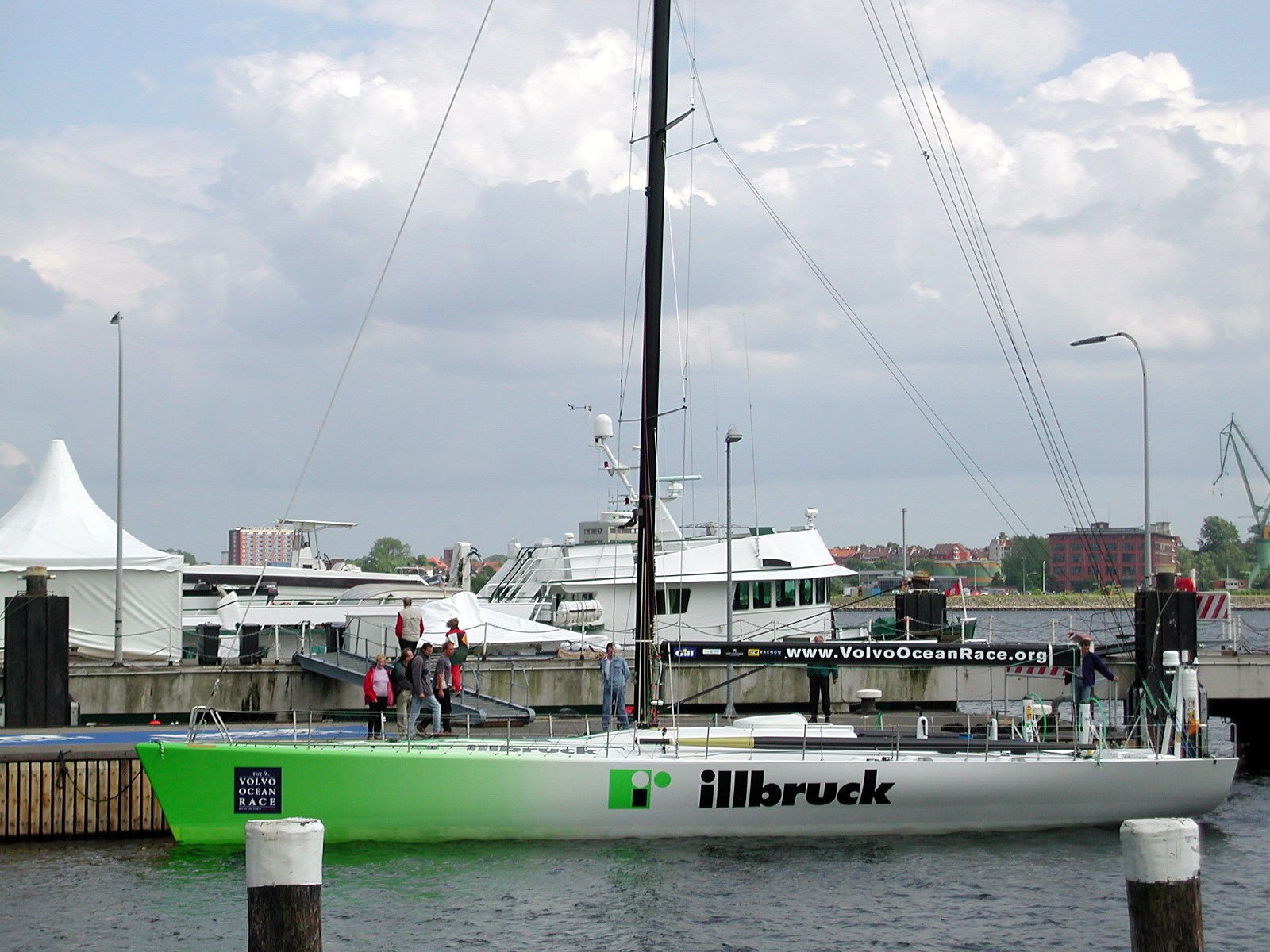
De winnaar, "Illbruck Challenge"

| Positie | Team               | Land             | Schipper(s)      | Punten |
| ------- | ------------------ | ---------------- | ---------------- | ------ |
| 1       | Illbruck Challenge | Duitsland        | John Kostecki    | 61     |
| 2       | Assa Abloy         | Zweden           | Neal McDonald    | 55     |
| 3       | Amer Sports I      | Italië/ Finland  | Grant Dalton     | 44     |
| 4       | Tyco               | Bermuda          | Kevin Shoebridge | 42     |
| 5       | News Corp          | Australië        | Jez Fanstone     | 41     |
| 6       | Djuice             | Noorwegen        | Knut Frostad     | 33     |
| 7       | SEB                | Zweden           | Gunnar Krantz    | 32     |
| 8       | Amer Sports II     | Italië / Finland | Lisa McDonald    | 16     |